# Farhad Hafezi
 (mars 2019).
Farhad Hafezi, né à Remscheid (Allemagne) en 1967, est un ophtalmo-chirurgien suisse. 
Hafezi a d'abord été reconnu en tant que chercheur sur la rétine en 1994, après avoir été le premier à découvrir un gène responsable de la dégénérescence rétinienne induite par la lumière. Cependant, en 2003, il a axé ses recherches sur la cornée. C’est pour son travail sur la réticulation du collagène cornéen ou cross-linking cornéen (CXL), dont il a été un des pionniers, et la chirurgie réfractive au laser qu’il est aujourd’hui reconnu sur le plan international. Les recherches cliniques et de laboratoire actuelles de Hafezi visent à mieux comprendre la cornée. Son groupe de recherche à l'université de Zurich a trois domaines de recherche principaux :
- Examiner la structure et la fonction de la cornée au niveau moléculaire,
- Étudier la biologie des cellules cornéennes, et
- Initiatives de recherche translationnelle dédiées à l'amélioration des techniques de chirurgie réfractive au laser permettant de remédier à certaines complications pouvant survenir à la suite de ces procédures.

Hafezi est considéré comme un leader dans le développement du cross-linking cornéen (CXL) et ses multiples applications dans le domaine de l'ophtalmologie, notamment le traitement des troubles ectatiques de la cornée tels que le kératocône, la dégénérescence pellucide marginale et l'ectasie post-LASIK. Hafezi et ses collègues ont également été les premiers à utiliser le CXL pour le traitement des infections cornéennes, appelant cette technique « chromophore photo-activé pour la réticulation de la kératite infectieuse » ou PACK-CXL. Hafezi a publié près de 200 articles dans diverses revues scientifiques depuis 1993, notamment dans Nature Medicine, Nature Genetics', Investigative Ophthalmology & Visual Science (IOVS), le Journal of Refractive Surgery et Cell Death and Differentiation.
Ses travaux dans le domaine du cross-linking cornéen l'ont amené à recevoir de nombreux prix internationaux. En 2014, 2016 et à nouveau en 2018, ses pairs l’ont nommé parmi les 100 personnes les plus influentes en ophtalmologie.
Il est actuellement[évasif] professeur auxiliaire clinicien d'ophtalmologie à la Keck School of Medicine de l'université du Sud de la Californie, professeur d'ophtalmologie à l'Université de Genève, chef de groupe de recherche du groupe de biologie des cellules oculaires au Centre de biotechnologie appliquée et de médecine moléculaire l'Université de Zurich, professeur visitant à l'université de Wenzhou en Chine et directeur médical de l'Institut ELZA.

## Biographie

### Premières années et recherches
Hafezi est né à Remscheid (Allemagne) en 1967, mais il a déménagé à Fribourg en Suisse en 1981. Il a étudié la médecine à Fribourg et à Berne, où il a obtenu son doctorat en médecine à l’Inselspital Bern, sous la direction du professeur Peter Weidmann. En 1993, il poursuit ses études et entreprend un programme de deux ans en médecine expérimentale et biologie à l’Université de Zurich. Hafezi a passé trois années supplémentaires à l'hôpital universitaire de Zurich, où il a travaillé au laboratoire de biologie rétinienne, qui faisait partie du département d'ophtalmologie. Pendant ses études au laboratoire de Zurich, Hafezi a identifié le premier gène connu, c-Fos, dont l'absence pourrait supprimer complètement la dégénérescence apoptotique de la rétine induite par la lumière. Les conclusions du groupe ont fait la couverture de l'édition d'avril 1997 de Nature Medicine.
Hafezi s'est ensuite concentré sur un certain nombre de domaines de dégénérescence cellulaire et rétinienne, en particulier la mort de photorécepteurs induite par la lumière en l'absence de p53 et de JunD/AP-1, travaux publiés dans IOVS et Cell Death and Differentiation, respectivement. C-Fos et Fra1 sont tous deux des composants du facteur de transcription AP-1 et, en 2000, Hafezi et ses collègues ont présenté un travail montrant que, chez des souris génétiquement modifiées exprimant Fra1 où c-Fos est habituellement exprimé, Fra1 peut fonctionner. au lieu de c-Fos pour promouvoir la mort des photorécepteurs rétiniens induite par la lumière - travail publié dans Genes and Development. La même année, Hafezi faisait partie d'un groupe de recherche qui avait identifié l'enzyme du cycle visuel RPE65 en tant que composant essentiel de la dégénérescence rétinienne induite par la lumière. L'article a été publié dans Nature Genetics.
En 2001, ses travaux portant sur les voies moléculaires qui sous-tendent l'apoptose rétinienne des photorécepteurs rétiniens induite par la lumière se poursuivaient avec un article publié dans Cell Death and Differenciation montrant que l'apoptose des photorécepteurs rétiniens médiée par l'AP-1 était indépendante de la phosphorylation N-terminale de l'un de ses composants, c -Jun. Plus tard cette année-là, lui et une équipe de chercheurs ont utilisé une souche de souris avec un changement de base unique du codon 450 du gène RPE65 (la variation Leu450Met) dans laquelle RPE65 régénère la rhodopsine beaucoup plus lentement que les animaux de type sauvage; il a été observé que cette mutation augmentait la résistance de la rétine contre la dégénérescence induite par la lumière et démontrait que la sensibilité de la rétine aux dommages de la lumière était liée à la cinétique de régénération de la rhodopsine.

### Cross-linking cornéen
En 2002, les intérêts cliniques et de recherche de Hafezi se sont tournés vers la cornée. Il est dès lors devenu spécialiste de la cornée. Ses travaux ont permis de développer le cross-linking de la cornée et de permettre le passage de celle-ci d'un laboratoire en milieu clinique, initialement pour le traitement du kératocône. La combinaison des connaissances scientifiques de base de Hafezi et de l’expérience clinique et chirurgicale du CXL l’ont amené à devenir l’un des meilleurs experts mondiaux en matière du cross-linking et du kératocône. L'impact du CXL sur le traitement du kératocône est difficile à sous-estimer: elle est aujourd'hui considérée comme le traitement de choix pour le kératocône progressif et les ectasies cornéennes, réduisant ainsi de moitié le besoin de greffe de cornée.
Hafezi a continué à travailler pour augmenter le nombre de personnes pouvant bénéficier de CXL. En résumé, la méthode CXL originale appelée protocole de Dresde, consiste à retirer les 8–10 mm centraux de l’épithélium cornéen de patients adultes présentant une cornée supérieure à 400 µm et à appliquer une solution à 0,1 % de riboflavine sur la cornée 30 minutes et à des intervalles de 5 minutes au cours d’une irradiation UV-A de 365 nm de la surface cornéenne avec une éclairement énergétique de 3 mW/cm2. Hafezi a contribué à repousser les limites, pionnier de la CXL chez les enfants atteints de kératocône, l’utilisation de solutions hypoosmolaires de riboflavine pour traiter les personnes souffrant de cornées minces (≤ 400 µm). et en utilisant CXL pour traiter l'ectasie post-LASIK. Les connaissances acquises par Hafezi grâce à ces travaux l'ont amené à devenir un expert international de premier plan dans le domaine de l'ectasie cornéenne en général et du kératocône en particulier. Son expertise dans le traitement des enfants atteints de kératocône à l'aide de CXL l'a amené à élaborer des normes de sécurité et des modèles de meilleures pratiques en matière de traitement,. Hafezi a mis en place d’autres traitements CXL plus récemment. Le traitement du kératocône par application pédiatrique et il utilise également les principes de la CXL pour le traitement de la kératite infectieuse. Hafezi détient également deux brevets médicaux, tous deux liés à la technologie et aux traitements CXL,.

## Médias et reconnaissance
Hafezi a remporté de nombreux prix internationaux pour ses contributions à l'avancement de la technologie CXL et de ses applications, notamment:
- Keratoconus Global Award (2009) pour ses travaux sur la technologie CXL.
- Prix Carl Camras 2014 pour la recherche translationnelle (Association pour la recherche en vision et en ophtalmologie [ARVO])[21]
- La médaille d'or de l'IIRSI 2014 pour ses efforts visant à introduire la CXL en ophtalmologie clinique
- Membre du Top 100 des meilleurs ophtalmologistes de la liste des ophtalmologistes (2014, 2016, 2018 - liste bisannuelle; classé chaque fois que la liste des opprimés est utilisée)[22].
- Casebeer Award (2014) de la Société internationale de chirurgie réfractive[23].
- Le Prix international El-Maghraby 2016 pour ses contributions à l'ophtalmologie[24].
- La médaille d'or 2016 de SAMIR pour son travail de pionnier sur la cross-linking cornéen[25].
- Élu membre d'honneur du SHIOL (Societas Hungarica Ad Implantandam Oculi Lenticulam) de Hongrie en 2016[26].
- Nommé FARVO (Fellow de l'ARVO) en 2019[27].

De plus, en 2012, Hafezi et son collègue, le Dr Olivier Richoz, ont remporté le prix INNOGAP de l'Université de Genève pour le développement d'un dispositif médical à usage unique (le dispositif C-Eye) permettant d'exécuter PACK-CXL.
Hafezi est l'un des ophtalmologistes les plus cités de sa génération, avec un indice h de 45 et un total de plus de 7 700 citations dans la littérature scientifique.